# Guillaume Charlier
Pour les articles homonymes, voir Charlier.
Guillaume Charlier, né à Ixelles 2 août 1854 et mort à Saint-Josse-ten-Noode 15 février 1925, est un sculpteur belge dont la majorité des œuvres sont conservées au musée Charlier à Saint-Josse-ten-Noode.

## Biographie
Guillaume Charlier est le fils aîné d'une famille nombreuse. Il a 15 ans quand son père meurt en 1870 et il dut travailler pour soutenir sa famille. En 1880, Henri Van Cutsem, collectionneur d'art et mécène, achète ses premières œuvres. Après l'obtention du prix de Rome belge en sculpture, en 1882 pour son œuvre Les envoyés du Sénat devant Cinna, Charlier séjourne quelques mois en Italie où il est en contact avec l'art ancien. Il est aussi intéressé par l'homme de la rue. Charlier est aussi un portraitiste.
Il est membre de la Société nationale des beaux-arts et devient membre du groupe des XX en 1885, alors que le sculpteur Jef Lambeaux venait d'en démissionner. En 1887, il reçoit une médaille de 3e classe au Salon des artistes français et remporte une médaille d'or à l'Exposition universelle de Paris de 1889. 
Ses œuvres se trouvent à Bruxelles au musée qui porte son nom, Tournai et Blankenberge.

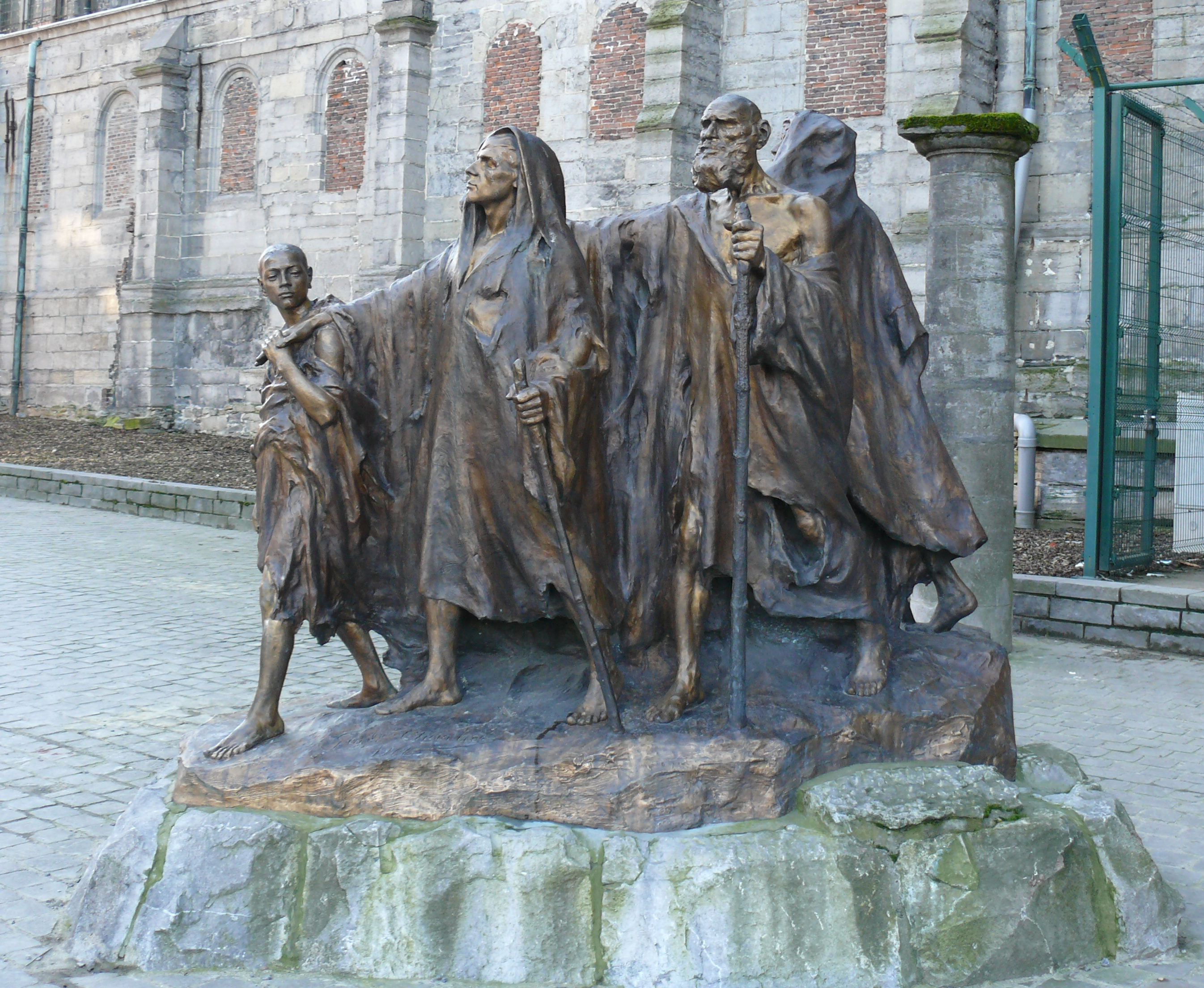
Guillaume Charlier, Les aveugles, Tournai.
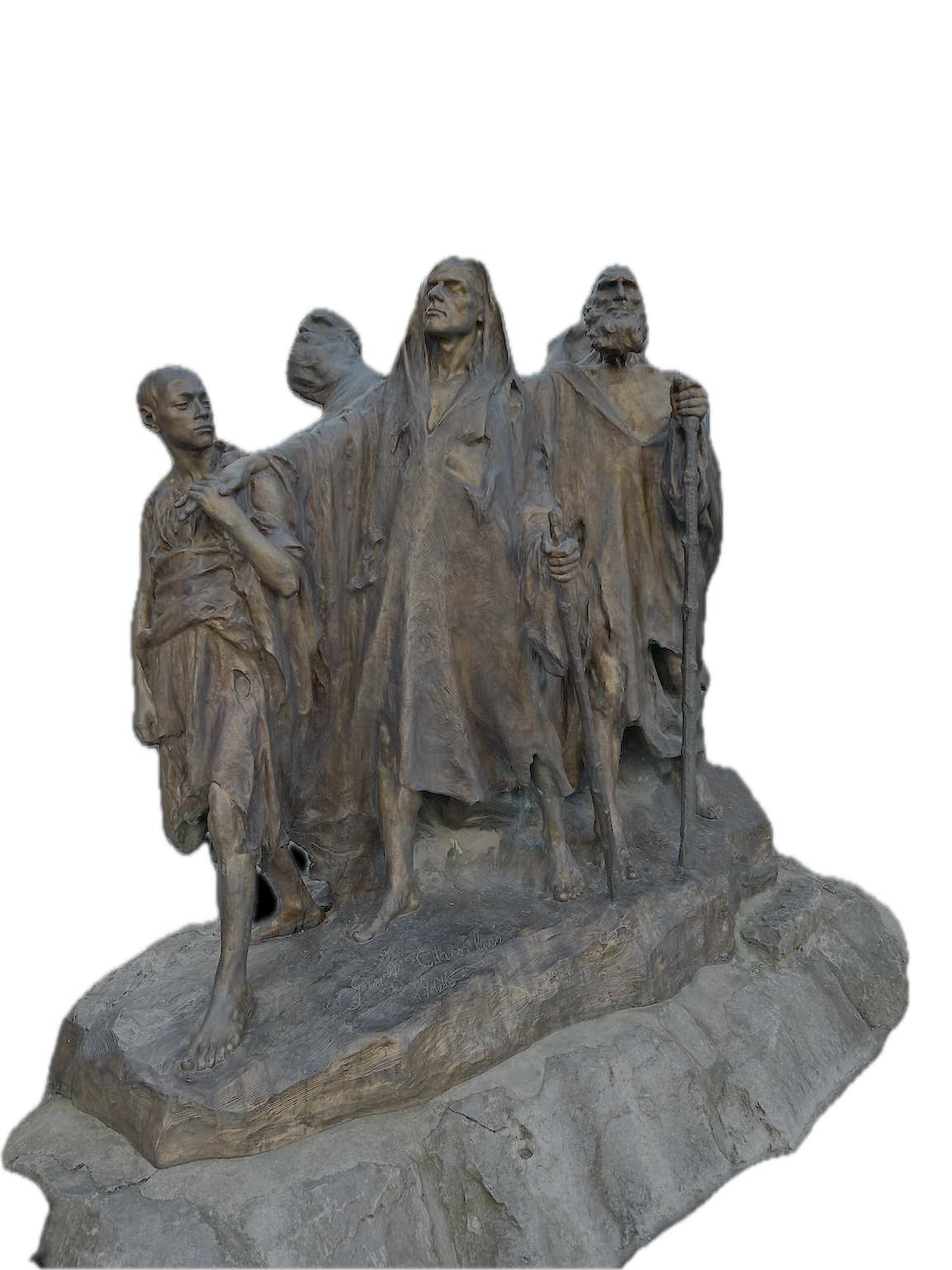